# Correct Craft
Correct Craft è una casa produttrice di barche da sci nautico con sede a Orlando, Florida.

## Storia
Spinto dai favorevoli prezzi di certi terreni, nel 1925 Walter C. Meloon si trasferisce con la sua famiglia a Pine Castle, una piccola cittadina della Florida centrale. Sfortunatamente, in quell'anno il boom edilizio svanisce e il progetto di Mellon svanisce con esso. Presa coscienza dell'enorme presenza di laghi nella sua zona, Meloon fonda la "Florida Variety Boat Company", che appunto produceva in modeste quantità "varie" imbarcazioni, da barche a vela a motoscafi a barche da competizione.
Una volta adulti, i figli di Meloon iniziano a viaggiare per lo stato promuovendo il business del padre: operazione non facile in un periodo in cui una stretta cerchia di persone poteva permettersi di acquistare imbarcazioni. Per attirare l'attenzione, due dei giovani Meloon imparano a volare con dei superleggeri dell'epoca, e volando intorno a postazioni dove stavano ormeggiate varie barche, destavano attenzione sui prodotti di famiglia.
Nel 1936 l'azienda inizia a concentrarsi sulla produzione di motoscafi, cambiando il nome nell'attuale Correct Craft. Nonostante il periodo fosse successivo alla grande depressione, l'azienda continuò a crescere, creandosi una nomea per la produzione di motoscafi di qualità eccellente.
Durante la Seconda guerra mondiale la fama dell'azienda ottiene l'attenzione del governo degli Stati Uniti, bisognoso di imbarcazioni d'ispezione per supportare l'esercito: la famiglia Meloon, avvolta da un forte senso del dovere nazionale, rispose ai bisogni della nazione in questo periodo di crisi. Il generale Eisenhower chiese a Correct Craft di produrre all'incirca 400 barche in 15 giorni: numero che superava il numero di barche mai prodotte dall'azienda. Nonostante ciò, grazie all'applicazione di un nuovo processo di produzione delle imbarcazioni, Correct Craft riuscì a soddisfare l'ordine nel tempo prestabilito; questo evento, che National Geographic successivamente etichettò come "un miracolo produttivo", rafforzò la reputazione dell'azienda in quanto produttrice di motoscafi efficienti e di alta qualità.
Dai primi anni quaranta sino al 1957 il mercato dell'imbarcazione privata prosperava e Correct Craft vi si inserì, aprendo una nuova sede produttiva a Titusville, Florida, dove venivano prodotte barche dai 5 ai 17 metri.
L'avvento della fibra di vetro negli anni sessanta portò una ventata di innovazione in campo nautico e l'azienda nel 1961, grazie alla collaborazione con il designer Leo Bentz, introdusse nel mercato il primo Ski Nautique in fibra di vetro.
Negli anni ottanta lo sci nautico e sport affini conobbero un'ascesa in interesse e praticanti, e le due imbarcazioni di Correct Craft, lo Ski Nautique 2001 ed il Barefoot Nautique hanno trainato svariate competizione in tutto il mondo
Negli anni novanta l'esigenza di non aver onda dietro il motoscafo s'inverte in bisogno di montagne d'acqua per le nuove discipline, ovvero wakeboard e kneeboard. L'invenzione di un nuovo pilone (più alto) e della distribuzione del peso all'interno del motoscafo hanno portato negli anni successivi all'introduzione dell'Air Nautique, tra le barche pioniere di questa nuova industria.
Attualmente Correct Craft è tra le barche più utilizzate al mondo per la pratica dello sci nautico e delle altre discipline trainate da motoscafo.